# Gara

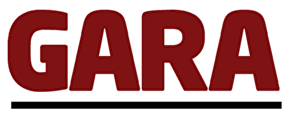
Logo da Gara

Gara (em português: Nós Somos) é um jornal bilíngue (basco/espanhol) publicado na cidade de Donostia-San Sebastián na Comunidade Autónoma do País Basco. O mercado-alvo do jornal compreende a área do País Basco, mas sua circulação é amplamente restrita ao território Basco do Sul (Espanha), uma vez que o espanhol é a língua predominantemente usada.
Gara, o terceiro jornal mais lido na Comunidade Autônoma Basca e Navarra, foi publicado pela primeira vez em 30 de janeiro de 1999 como sucessor do jornal nacionalista basco de esquerda Egin, que havia sido fechado pelo notável juiz de acusação Baltasar Garzón em uma ação altamente controversa em 15 de julho de 1998. O caso foi julgado improcedente e os réus absolvidos, com o veredito final afirmando que nenhuma atividade ilícita foi realizada por Egin (2009).
Em 12 de março de 2004, a ETA negou em um comunicado a Gara e à emissora pública basca EITB seu envolvimento nos ataques de 11 de março de 2004 em Madri. Em julho de 2008, o jornal denunciou que suas comunicações estavam sendo exploradas pela polícia e desviado para a sede da Polícia Nacional Espanhola em Pamplona.
Apesar do fechamento ilegal dos jornais Egin e Egunkaria pelos tribunais de justiça espanhóis, a dívida de 4,7 milhões de euros incorrida por Egin com a Previdência Social foi depois de seu fechamento para o novo diário Gara, como um "sucessor ideológico" de Egin. Até maio de 2019, o meio de comunicação procura combater as tentativas do governo e do sistema de justiça espanhol de subjugá-lo, pesquisando novos assinantes e organizando eventos especiais para obter apoio e viabilidade financeira.